# John Albert Page
John Albert Page, kanadski letalski častnik, vojaški pilot in letalski as, * 11. julij 1893, Brockville, Ontario, † 22. julij 1917, Becelaere (KIA).
Flight Lieutenant Page je v svoji vojaški službi dosegel 7 zračnih zmag.

## Življenjepis
Med prvo svetovno vojno je bil od 26. aprila 1917 pripadnik 10. pomorskega eskadrilje Kraljevske pomorske zračne službe.